# Cratere Morrison
Morrison  è un cratere sulla superficie di Mercurio.